# Canmore, Alberta

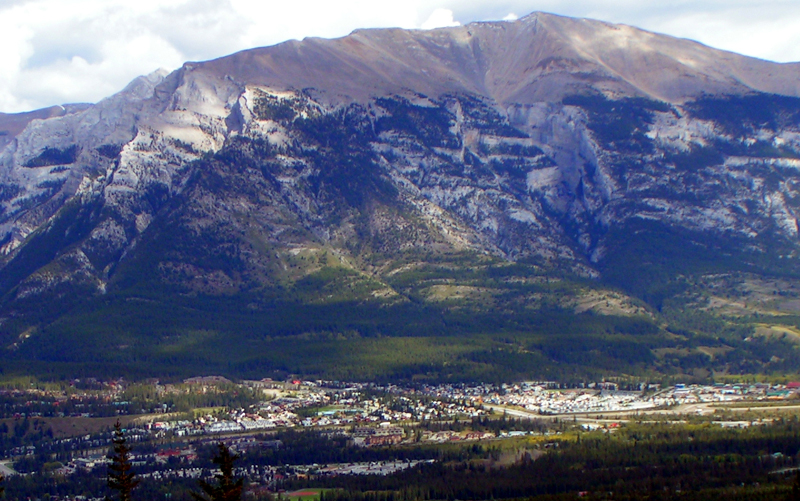
Canmore, Alberta

Canmore  este un orășel în provincia Alberta, Canada. El se află situat pe valea lui Bow în apropiere de Banff, și la ca. 110 km vest de Calgary. Canmore se află la altitudinea de 1350 m deasupra n.m., ocupă suprafața de 68,9 km² și avea în anul 2011 o populație de 12.288 locuitori. Localitatea a fost denumită în anul 1884  Canmore, de lucrătorii de la calea ferată Canadian Pacific Railway. În anul 1887 a început în regiune exploatarea cărbunelui, care a fost sistată în anul 1979. Ulterior turismul și sporturile de iarnă sunt printre sursele economice importante a regiunii. Localitatea a devenit localitate urbană în anul 1966.